# Dichaetothyrea
Dichaetothyrea är ett släkte av tvåvingar. Dichaetothyrea ingår i familjen rovflugor.

## Arter inomDichaetothyrea[1]
- Dichaetothyrea calvifrons
- Dichaetothyrea loei
- Dichaetothyrea punctulata